# Peter Christen Asbjørnsen
Peter Christen Asbjørnsen (Oslo, 15 gennaio 1812 – Oslo, 6 gennaio 1885) è stato uno scrittore norvegese.
Noto unitamente a Jørgen Moe per le loro raccolte folkloristiche norvegesi, le sue opere furono indicate, per l'affiatamento con cui lavorava insieme a Moe, con la semplice dicitura "Asbjørnsen e Moe".

## Biografia
Nato a Christiania (oggi Oslo), Asbjørnsen discendeva da una famiglia originaria di Otta nel Gudbrandsdal. Studiò presso l'Università di Oslo nel 1833, ma già nel 1832, a vent'anni, aveva cominciato a raccogliere e scrivere fiabe e leggende. Jørgen Moe incontrò Asbjørnsen quando aveva quattordici anni, mentre entrambi frequentavano le scuole superiori a Norderhov, diventando presto ottimi amici. Nel 1834 Asbjørnsen scoprì che Moe aveva iniziato, in modo indipendente, una ricerca di aneddoti e di reliquie del folklore nazionale; i due confrontarono i loro risultati, decidendo così di lavorare insieme.
Dopo essersi laureato in zoologia, con l'aiuto dell'Università di Oslo cominciò una serie di viaggi di ricerca lungo le coste della Norvegia, in particolare nel Hardangerfjord, raccogliendo storie popolari. Lavorò poi con due dei più famosi biologi marini del tempo, Michael Sars e suo figlio Georg Ossian Sars. Moe, nel frattempo, dopo aver lasciato l'Università di Oslo nel 1839, si era dedicato allo studio della teologia e si guadagnava da vivere come insegnante a Christiania. Durante le sue vacanze, si recava nelle montagne norvegesi, nei distretti più remoti, raccogliendo anch'egli storie.
Nel 1842-1843 venne pubblicata la prima parte del loro lavoro Norske Folkeeventyr (Fiabe popolari norvegesi); un secondo volume fu pubblicato nel 1844 e una nuova collezione nel 1871. Molte delle Folkeeventyr sono stati tradotti in inglese da Sir George Dasent nel 1859. Nel 1845 Asbjørnsen pubblicò, senza l'aiuto di Moe, una raccolta di leggende popolari norvegesi (Norske Huldre-Eventyr og Folkesagn). Nel 1856 Asbjørnsen richiamò l'attenzione sulla deforestazione della Norvegia inducendo il governo ad agire su questo tema. Poco dopo venne nominato "guardiano della foresta", carica che ricoprì fino al 1876. Nel 1879 vendette la sua vasta collezione di esemplari zoologici al Museo di Storia Naturale per £ 300. Morì a Christiania nel 1885.